# Triplectides liratellus
Triplectides liratellus är en nattsländeart som beskrevs av Morse och Arturs Neboiss 1982. Triplectides liratellus ingår i släktet Triplectides och familjen långhornssländor. Inga underarter finns listade i Catalogue of Life.